# Gheszlagh-e Bachtijar
Gheszlagh-e Bachtijar – wieś w zachodnim Iranie, w ostanie Azerbejdżan Zachodni, w szahrestanie Szahin Deż. W 2006 roku liczyła 420 mieszkańców.